# La Force (tarot)
Pour les articles homonymes, voir La Force.
 (mai 2021).
Si vous disposez d'ouvrages ou d'articles de référence ou si vous connaissez des sites web de qualité traitant du thème abordé ici, merci de compléter l'article en donnant les références utiles à sa vérifiabilité et en les liant à la section « Notes et références ».

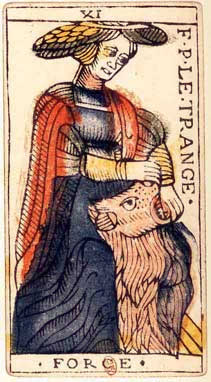
Le numéro 11, Force, du jeu de Jean Dodal (début XVIIIe siècle)

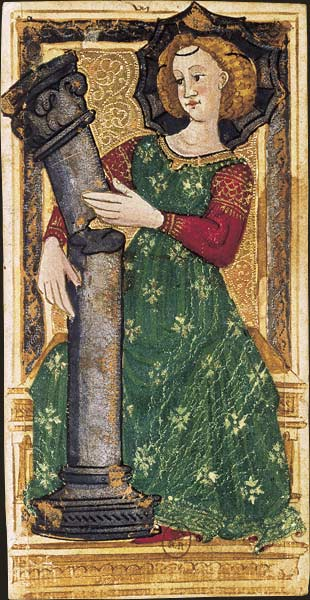
La Force, tarot dit de Charles VI (XVe siècle)

La Force est la onzième carte du tarot de Marseille.

## Description et symbolisme
Cet arcane est le premier du deuxième cycle. Cette correspondance est aussi présente dans le chapeau en forme d'infini. Le personnage tient la gueule d'un lion ouverte, mais avec la plus grande facilité du monde. Cette femme tire en fait sa force de sa féminité. En effet, 11 = 2 car en numérologie 11 = 1 + 1 = 2 ; aussi, la Force est-elle liée à la Papesse. C'est dans la douceur, la passivité, la sérénité que cette femme peut puiser une force infinie.
Elle symbolise entre autres le courage, la force morale, la maîtrise de ses énergies (essentiellement énergies sexuelles, la gueule du lion étant placée au niveau du sexe) et de ses pulsions animales.